# Nokia 1200
Nokia 1200 este produsă de compania Nokia.Telefonul cântărește 77 g cu baterie.
Caracteristici
- Ecran Alb-negru de 1.5 inchi
- 32 de tonuri de apel
- Jocuri: 3
- Memorie internă: 4MB
- Timp în vorbire: până la 7 ore
- Baterie în standby: până la 390 ore

## Legături externe
- http://www.nokia.ro/suport/suport-pentru-produse/nokia-1200